# Budget du gouvernement du Québec de novembre 2012
Lire en ligne

Discours sur le budget

Budget de dépenses

mars 2012 février 2014
Le budget du gouvernement du Québec de novembre 2012 s'appliquant à l'année fiscale 2013-14 est présenté par Nicolas Marceau le 20 novembre 2012 à l'Assemblée nationale. C'est le premier exposé budgétaire de la 40e législature du Québec et le premier présenté par Nicolas Marceau. 
C'est également le premier budget présenté à l'automne depuis 2001 et le premier présenté par le Parti québécois depuis mars 2003.

## Contexte
Le budget est présenté quelques semaines après les élections de 2012 alors que le Parti québécois ne dispose pas d'une majorité à l'Assemblée nationale.
Lors de la campagne électorale tant le Parti québécois mené par Pauline Marois que la Coalition avenir Québec menée par François Legault s'étaient engagés à abolir la contribution santé,.

### Préparation du budget

#### Financement de l'abolition de la contribution santé
Quelques semaines avant le budget Nicolas Marceau est nommé ministre des Finances et de l'Économie dans le gouvernement Pauline Marois. Il est chargé de mettre en place les engagements de campagne du Parti québécois, notamment l'abolition de la contribution santé. Plusieurs mesures rétroactives au 1er janvier 2012 sont envisagées pour financer la perte de revenus et notamment:
- La création de deux nouveaux paliers pour l'impôt sur le revenu[note 3] ;
- La hausse du taux d'inclusion des gains en capital de 50 à 75 % ;
- La baisse de 50 % du crédit d'impôt sur les dividendes.

Ces mesures (et notamment leur caractère rétroactif) suscitent une grande controverse parmi les milieux d'affaires et l'opposition libérale et caquiste,,.

#### Abandon de l'abolition et des mesures rétroactives
Finalement le 10 octobre le ministre Marceau annonce que la contribution santé ne sera pas abolie. Ce renoncement est vivement critiqué par l'opposition qui accuse le gouvernement élu d'avoir fait une promesse irréaliste pour attirer des votes. L'idée d'augmentation rétroactive des impôts est également abandonnée, tout comme celle d'augmenter l'impôt sur les gains en capital et les dividendes. Seule la création d'un nouveau palier d'imposition pour l'impôt sur le revenu des particuliers est maintenue. Elle est confirmée lors du budget mais qu'à partir du 1er janvier 2013.

## Principales mesures

### Impôt sur le revenu
Une nouvelle tranche fixée à 25,75 % (contre 24 % auparavant) est instituée pour les revenus excédant 100 000 $ à partir de 2013,.
Un crédit d'impôt remboursable pour les activités physiques, artistiques et culturelles des enfants de 5 à 16 ans est instauré. Le crédit porte sur 20 % des frais admissibles, à concurrence de 500 $ par enfant et son montant maximum est doublé pour les enfants atteints de déficience,. Un crédit similaire avait été instauré par le gouvernement fédéral en 2007 et bonifié en 2011.

### Contribution santé
La contribution santé (aussi appelée taxe santé) instaurée dans le budget 2010 n'est pas abolie mais elle est largement modifiée : au lieu d'un montant uniforme, les personnes gagnant moins de 18 000 $ sont exemptés et quatre paliers sont créés (0 $, 100 $, 200 $ et 1 000 $) selon le revenu du contribuable.

### Autres impôts
L'impôt sur le tabac et l'impôt sur les boissons alcoolisés sont augmentés.

## Réactions

### Opposition
L'opposition officielle (formée par le Parti libéral) et la Coalition avenir Québec critiquent le budget comme incomplet, manquant de vision et décevant. Québec solidaire rejette également le budget qualifié de « budget des espoirs déçus » et interprété comme une réponse aux agences de notations et aux milieux économiques,.

### Presse
Le budget est relativement bien reçu par les éditorialistes de La Presse, tant Alain Dubuc qu'André Pratte soulignent la prudence du budget dans un contexte difficile pour les finances publiques. Craignant un budget radical et une orientation fortement social-démocrate, comme pouvait le laisser penser les premières semaines du nouveau gouvernement, ils estiment que le budget est finalement assez proche de ce qu'aurait pu être un budget présenté par le Parti libéral,.
Vincent Marissal en revanche critique fortement le budget dans son éditorial, parlant d'un budget « bâclé, écrit en catastrophe, imprécis » et reniant les promesses faites lors de la campagne électorale.
L'éditorial de Jean-Robert Sansfaçon dans Le Devoir juge également positivement le budget, qualifié de « consistant et équilibré » et il souligne plusieurs décisions budgétaires marquées à gauche tel l'extension du réseau de garderie, l'annulation de la hausse des droits de scolarité ou la construction de logements sociaux. Finalement l'exercice est jugé réussi, malgré des compromis importants, pour un parti social-démocrate pris dans une situation d'endettement massif.

### Autres groupes
Le maire de Montréal Michael Applebaum et les partis d'opposition municipales se déclarent déçus par le budget même si certaines mesures (notamment les incitatifs fiscaux aux investissements et les sommes allouées à l'électrification des transports) sont reçues positivement par le maire Applebaum. 
Les milieux économiques reçoivent plutôt positivement le budget et notamment la volonté d'atteindre l'équilibre budgétaire à court-terme.

## Parcours législatif

### Débat et motion
La lecture du discours sur le budget ouvre un débat à l'Assemblée nationale qui s'achève le 30 novembre avec le dépôt d'une motion approuvant la politique budgétaire du gouvernement.
La motion est approuvée d'extrême justesse par 49 voix contre 48 grâce à l'absence de 22 députés libéraux et de Françoise David. Tous les partis d'opposition ont votés contre la motion sur le budget.
| Parti | Parti                   | Pour | Contre | Abstention | Absent |
| ----- | ----------------------- | ---- | ------ | ---------- | ------ |
|       | Parti québécois         | 49   | 0      | 0          | 5      |
|       | Parti libéral           | 0    | 28     | 0          | 22     |
|       | Coalition avenir Québec | 0    | 19     | 0          | 0      |
|       | Québec solidaire        | 0    | 1      | 0          | 1      |
| Total | Total                   | 49   | 48     | 0          | 28     |

### Projets de lois
Le 21 février 2013 Nicolas Marceau, ministre des Finances et de l'Économie, présente deux projets de loi relatif aux budgets de 2012 :
- Le projet de loi 18 met en place les mesures fiscales du budget de mars 2012 ;
- Le projet de loi 25 met en place les mesures non-fiscales.

#### Projet de loi 13 (mesures fiscales)
Les mesures fiscales du budget du 20 novembre ne seront pas adoptées lors de la 40e législature. Il faut attendre près de deux ans, soit après les élections de 2014 constituant la 41e législature,  pour que Carlos Leitão, ministre des Finances du gouvernement Philippe Couillard, dépose le 4 décembre 2014 le projet de loi 13 qui reprend les mesures du budget déposé par son prédécesseur. Le projet de loi est adopté sur division le 20 octobre 2015 et sanctionné le lendemain.

#### Projet de loi 25 (mesures non-fiscales)
Le principe du projet de loi 25 est adopté le 26 mars et la Commission permanente des finances publiques examine le projet en détail au printemps 2013.
Le projet de loi 25 est adopté par 74 voix contre 16 le 14 juin 2013, c'est alors le dernier élément étudié par l'Assemblée avant l'ajournement de l'été. Le projet de loi est sanctionné le jour même par le lieutenant-gouverneur.
| Parti | Parti                   | Pour | Contre | Abstention | Absent |
| ----- | ----------------------- | ---- | ------ | ---------- | ------ |
|       | Parti québécois         | 40   | 0      | 0          | 14     |
|       | Parti libéral           | 34   | 0      | 0          | 16     |
|       | Coalition avenir Québec | 0    | 16     | 0          | 3      |
|       | Québec solidaire        | 0    | 0      | 0          | 2      |
| Total | Total                   | 74   | 16     | 0          | 35     |